# Сиково
Сиково је насељено место у саставу општине Свети Филип и Јаков у Задарској жупанији, Република Хрватска.

## Историја
До територијалне реорганизације у Хрватској налазило се у саставу старе општине Биоград на Мору.

## Становништво
На попису становништва 2011. године, Сиково је имало 374 становника.

## Попис1991.
На попису становништва 1991. године, насељено место Сиково је имало 497 становника, следећег националног састава:
| Попис 1991.‍  | Попис 1991.‍  | Попис 1991.‍ | Попис 1991.‍ | Попис 1991.‍ |
| ------------ | ------------ | ----------- | ----------- | ----------- |
|              |              |             |             |             |
| Хрвати       | Хрвати       |             | 487         | 97,98%      |
| Муслимани    | Муслимани    |             | 1           | 0,20%       |
| неопредељени | неопредељени |             | 3           | 0,60%       |
| непознато    | непознато    |             | 6           | 1,20%       |
| укупно: 497  |              |             |             |             |